# Resolução 845 do Conselho de Segurança das Nações Unidas

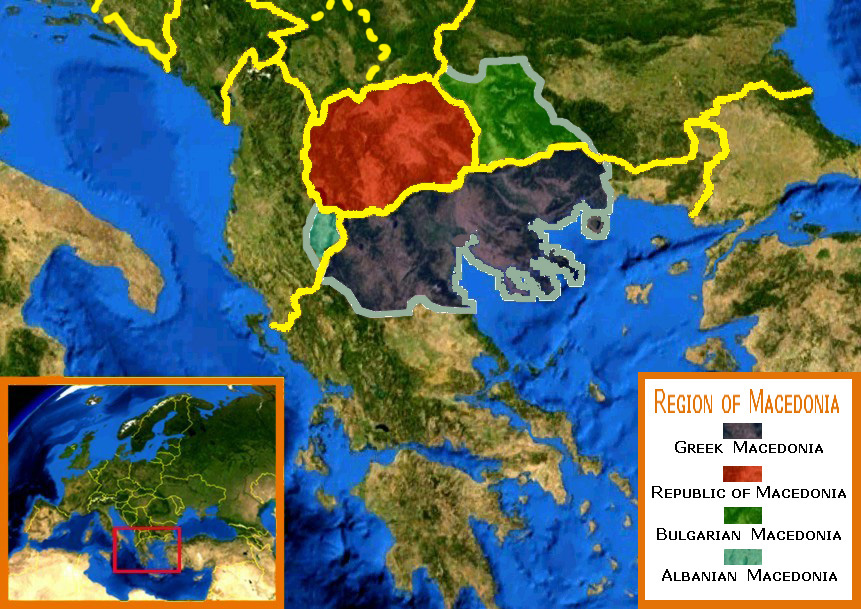

A Resolução 845 do Conselho de Segurança das Nações Unidas, aprovada por unanimidade em 18 de junho de 1993, depois de ter recordado a Resolução 817 de 1993, o Conselho instou tanto a Grécia como a República da Macedônia para continuar os esforços para resolver a disputa sobre o nome da Macedônia.